# 1433 Geramtina
Geramtina è un asteroide della fascia principale. Scoperto nel 1937, presenta un'orbita caratterizzata da un semiasse maggiore pari a 2,7960791 UA e da un'eccentricità di 0,1706863, inclinata di 8,23461° rispetto all'eclittica.
Stanti i suoi parametri orbitali, è considerato un membro della famiglia Gefion di asteroidi.
L'asteroide è dedicato alla sorella dell'astronomo svedese Bror Asplind.